# Palazzo Ostankino
Il palazzo Ostankino è un'ex residenza estiva e teatro d'opera della famiglia Šeremetev, in origine situato a diversi chilometri a nord di Mosca ma ora parte del distretto nord-orientale della città. L'ancora esistente palazzo storico di Ostankino comprende l'edificio principale in legno, costruito nel periodo 1792-1798 attorno a una sala teatrale, con adiacenti padiglioni egiziano e italiano, una chiesa del XVII secolo e frammenti dell'antico parco di Ostankino con una replica di una follia di Milovzor.
Il palazzo di Ostankino è il terzo più grande edificio in legno al mondo dopo il Tōdai-ji e l'Antico edificio del Governo di Wellington.

## Storia

### Dal XVI secolo al 1787
La prima prova documentale del palazzo Ostankino - allora noto come Ostashkovo - risale alla metà del XVI secolo, quando lo zar Ivan IV di Russia concesse queste terre ad Alexey Satin, parente dello statista Alexey Adashev. Satin, tuttavia, venne giustiziato da Ivan nel 1560, e le terre passarono a un certo Horn, un mercenario tedesco, e nel 1585 - allo statista Vasily Schelkalov. Sotto Schelkalov, le terre disabitate di Ostashkovo si svilupparono in una tenuta padronale relativamente prospera con laghetti e parco di cedri. Questo maniero fu distrutto da saccheggi e incendi nel Periodo dei torbidi.
La fine delle ostilità e l'ascensione della Casa dei Romanov portò i nuovi proprietari, i principi Tcherkassky. Essi ripiantarono il parco e crearono un'ampia riserva di caccia, espandendosi ad est verso il villaggio di Alekseyevskoye. Nel 1677, un matrimonio tra le famiglie Tcherkassky e Odoyevsky portò all'edificazione di un bene prezioso da parte dell'architetto Pavel Potekhin, uno schiavo della famiglia Odoyevsky, che progettò e costruì la chiesa della Trinità (1678-1683, 1691-1692) tuttora esistente.
Nella prima metà del XVIII secolo, Ostankino venne gradualmente trasformato da una residenza di campagna permanente a un ritiro temporaneo di caccia, teatro privato e altri divertimenti del periodo; l'imperatrice Elisabetta di Russia si recò in visita a Ostankino nel 1742. L'anno successivo, attraverso un matrimonio tra la principessa Varvara, l'unica erede delle fortune Tcherkassky, e Peter Šeremetev, figlio del feldmaresciallo Šeremetev, Ostankino passò agli Šeremetev e rimase di loro proprietà fino al 1917.
Per tutto il XVIII secolo Šeremetev visse principalmente a Kuskovo, e Ostankino mantenne la sua atmosfera di intrattenimento temporaneo.

### Costruzione del palazzo
Nel 1787 Nikolaj Petrovič Šeremetev ereditò Ostankino alla morte di suo padre. Istruito ed estremamente ricco, Nikolaj Petrovič Šeremetev fu un mecenate del teatro; i suoi stravaganti spettacoli gli fecero affibbiare il nomignolo di piccol Creso. Nei tre anni seguenti, Šeremetev, creò un teatro privato a Kuskovo, Kitaj-gorod e Markovo. Nel 1790 indisse un concorso per la costruzione di un Palazzo delle arti a Mosca, ma poi preferì costruirlo in periferia, lontano dalla vita della città. Costruire un nuovo grande teatro a Kuskovo avrebbe rovinato un insieme già completato, così nello stesso 1790 Šeremetev finalmente scelse Ostankino.

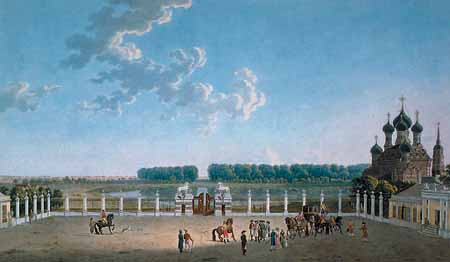
Vista verso sud da una delle finestre del palazzo di Ostankino, nei primi anni del XVIII secolo.

Šeremetev inizialmente assunse un certo Casier, un architetto sedicente alle dipendenze dalla famiglia Galitzine, ma questo progetto non si concretizzò. Dal 1792, Šeremetev costruì una sala teatrale in legno di soli due piani, a quanto pare scartando il progetto di Casier. Poi, quando Šeremetev reclutò i servizi di influenti architetti contemporanei (in particolare Francesco Camporesi, vedere la sezione controversie di attribuzione), il lavoro accelerò e il palazzo in legno venne costruito nella sua forma attuale, con le ali del padiglione, entro la fine del 1793. Testimoni contemporanei hanno riferito che Šeremetev era così sicuro della perfezione del suo palazzo che creò un velo di segretezza senza precedenti ai margini del cantiere: il maniero venne chiuso a tutti i visitatori, coperto con teloni, gli architetti lavoravano in parallelo e non erano a conoscenza dei progressi di costruzione dei loro colleghi.
Le opere interne durarono altri sei anni. Nel 1793 Šeremetev ordinò la riprogettazione del teatro in modo che la sala principale e il palcoscenico potessero essere trasformati a piacimento in una singola sala da ballo. Nel 1794 ristrutturò il già terminato padiglione italiano e ampliò le gallerie tra i padiglioni e il palazzo. Ogni modifica alle decorazioni richiese lo strippaggio delle finiture precedenti. Nello stesso 1794 Šeremetev si rese conto che il palazzo non riusciva ad accogliere tutti gli ospiti e ordinò un'altra espansione e rimodellamento. Giacomo Quarenghi e Pyotr Argunov presentarono i loro ambiziosi progetti di espansione, tuttavia, quella realizzata (più probabile) da Ivan Starov fu abbastanza modesta e non modificò l'esterno del palazzo, almeno, la sua facciata meridionale. L'espansione successiva si concentrò sulle ali laterali tentacolari, in particolare l'italiana rotunda (1796), che sarebbe diventata uno studio di Alessandro II sessant'anni dopo.
I lavori più importanti del palazzo vennero completati entro la fine del 1798, mentre minori progetti di decorazione e abbellimento continuarono fino alla fine della vita di Šeremetev. Il palazzo rimane la più grande struttura in legno esistente a Mosca (i mattoni sono stati utilizzati localmente per l'ignifugazione dei forni).

### Parco
Nel 1761 Šeremetev assunse un sovraintendente ai giardini, Johann Manstadt, che si occupò dell'espansione del parco e della sua trasformazione in impresa commerciale. Sotto la gestione di Manstadt, i giardini di Ostankino divennero un importante centro di fornitura di piante esotiche per le facoltose famiglie di Mosca; tra i clienti vi furono Caterine II e Grigory Potyomkin. Il parco si estendeva sui territori odierni del Centro espositivo panrusso, Orto botanico dell'Accademia delle Scienze, Torre di Ostankino e centri residenziali intorno ad essa. 

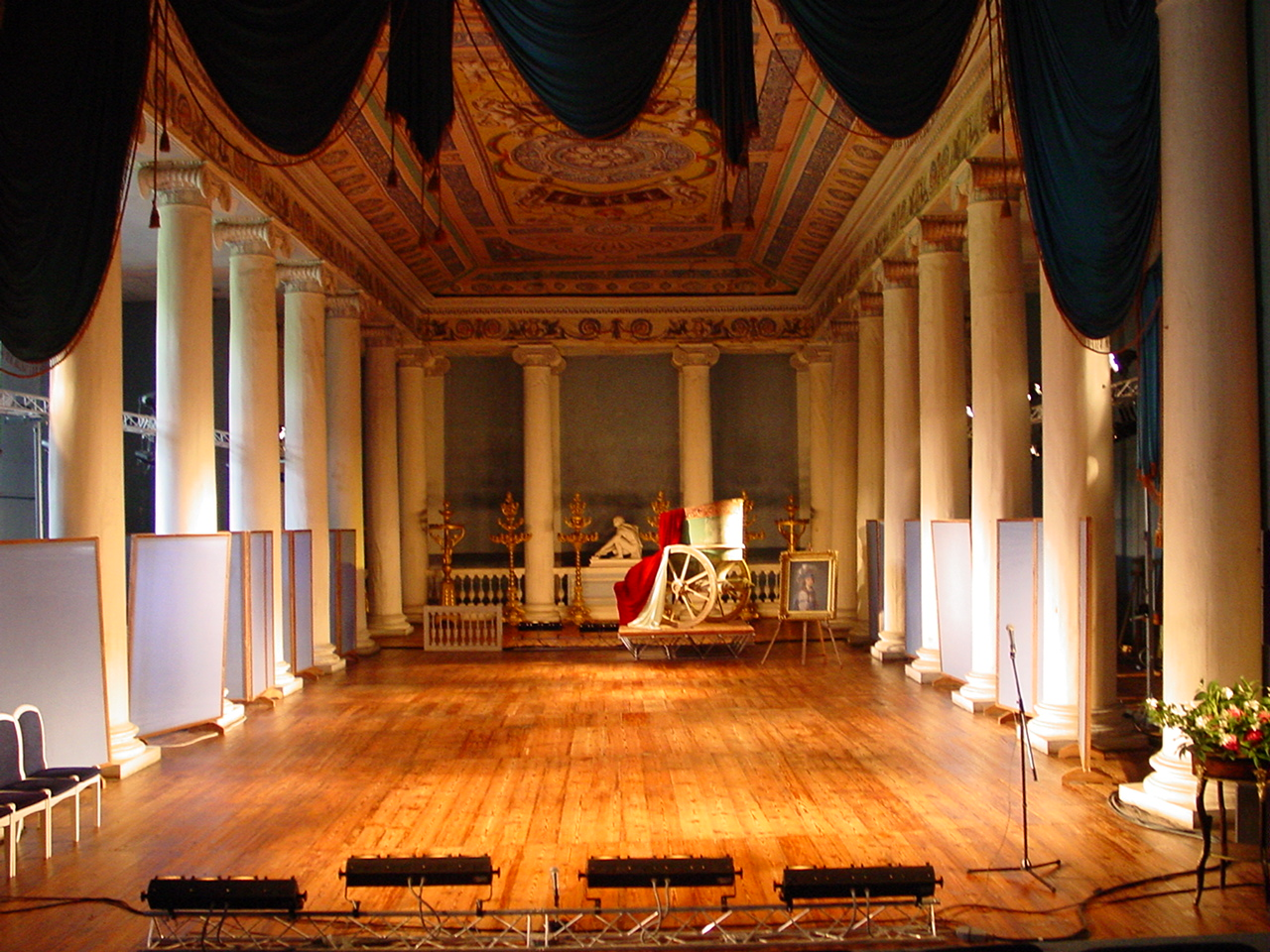
La sala del teatro Ostankino, una delle meglio conservate del XVIII secolo al mondo. Alcune delle macchine di scena sono ancora funzionanti.

Nikolaj Petrovič Šeremetev inizialmente assegnò il compito di architetto del paesaggio al suo servo, Mironov, ma ben presto considerò inadeguato il suo apporto. Il lavoro passò quindi a Pyotr Argunov, con la consulenza di Francis Reid, direttore del parco Tsaritsyno. Reid e il suo socio, Nikolai Kuverin, lavorarono a Ostankino nel periodo 1791-1794. Nel 1796 venne assunto un capo giardiniere permanente, Robert Manners, che rimase a Ostankino per trent'anni. L'apporto di Reid si concentrò apparentemente sulle immediate vicinanze del palazzo; il giardino all'inglese a nord dal palazzo è stato piantato nel 1797 da Manners.

### Due stagioni del teatro
Il teatro venne inaugurato nell'estate del 1795, sorprendendo gli ospiti con effetti scenici senza precedenti. Paolo I, che salì al trono nel mese di novembre 1796, convocò Nikolaj Petrovič Šeremetev a San Pietroburgo. Come uno dei più alti statisti del regno, Šeremetev ora viveva per lo più a San Pietroburgo. Lo splendido teatro venne gestito pubblicamente per una sola stagione nella primavera del 1797 - con uno spettacolo per l'imperatore Paolo e uno per Stanisław Poniatowski, ex re di Polonia divisa. Nel 1800 Šeremetev ridusse la compagnia d'opera in maniera appena sufficiente per l'intrattenimento privato.
Nel 1802, la morte della moglie di Šeremetev, l'ex attrice Praskovya Kovalyova-Zhemchugova, pose fine all'attività teatrale. Nikolai Šeremetev sciolse la sua compagnia e non presenziò a spettacoli pubblici fino alla sua morte (1809). Vi sono fonti sullo spettacolo del 1801 per Alessandro I, anche se, recenti studi le considerano non veritiere, visto che sembra fosse stato pianificato ma non ebbe poi luogo.

### Dal XIX al XXI secolo

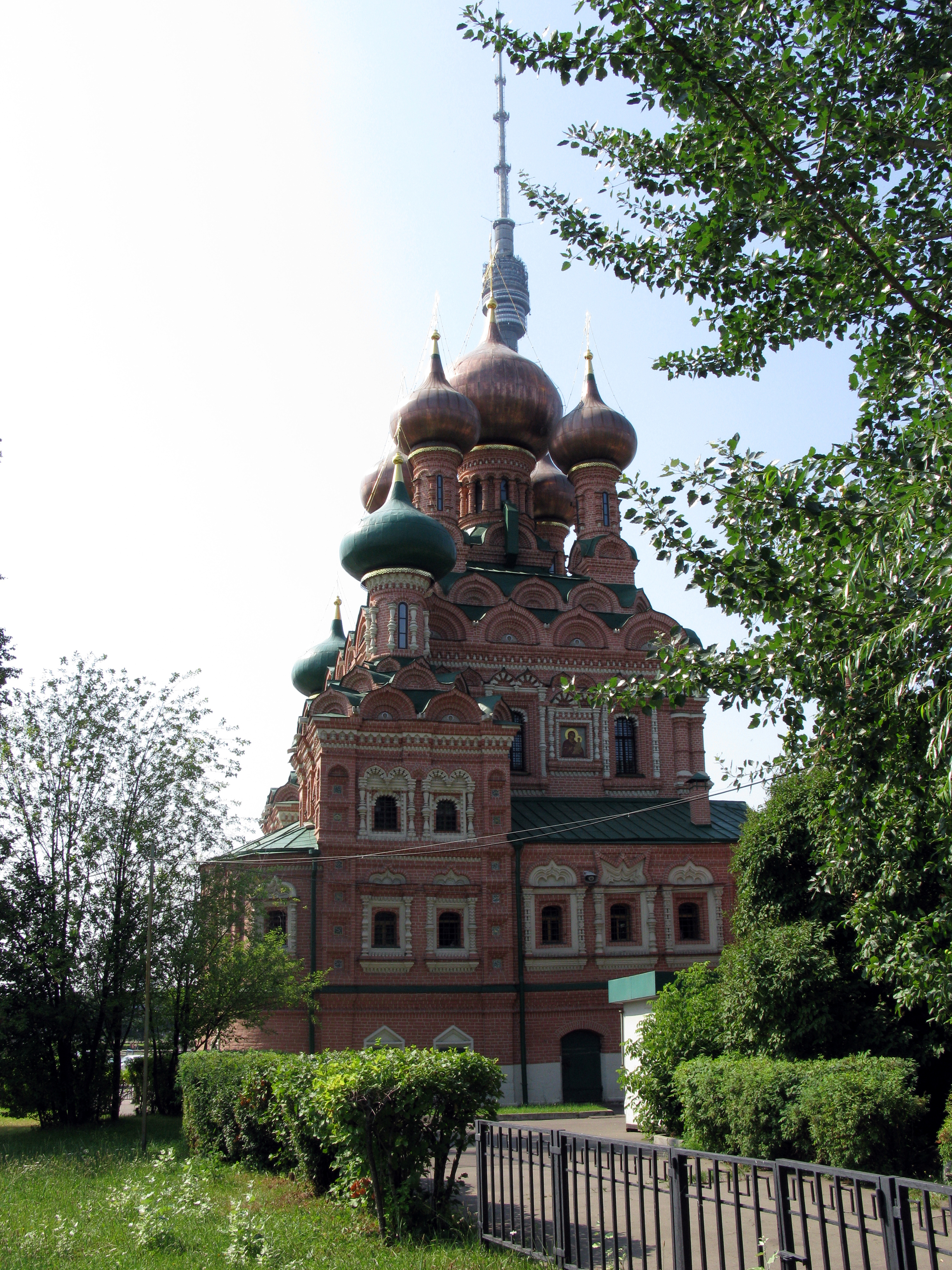
La chiesa della Trinità venne consacrata nel 1683

Gli eredi di Šeremetev a malapena mantennero il palazzo; nel 1830 demolirono i vecchi quartieri risalenti al XVII secolo e alcuni degli edifici di servizio. Il palazzo fu fatto rivivere, per un breve periodo nel 1856, quando Alessandro II scelse Ostankino come sua residenza temporanea durante la sua incoronazione. Le camere al piano terra sono state convertite in abitazione e ristrutturate, probabilmente da Mikhail Bykovsky.
Il parco di Ostankino cadde in abbandono negli anni 1830. Nella seconda parte del XIX secolo, parte del parco venne venduto a costruttori di dacie e i terreni affittati a contadini, mentre le serre si concentrarono nella coltivazione dei fiori.
Alla fine del XIX secolo il parco Šeremetev divenne una destinazione popolare per i picnic; i Šeremetev costruirono un palco estivo temporaneo e una sala da ballo. Il palazzo, che aveva subito un'altra ristrutturazione e modifiche nel 1870, venne aperto al pubblico.
Nel periodo sovietico il palazzo venne nazionalizzato e gestito come un museo. Nel 1935 la parte orientale della ex proprietà del parco Ostankino è stata assegnata all'emergente Esposizione agricola nazionale e completamente ristrutturata dal 1939. Nello stesso 1939 una parte del giardino all'inglese, immediatamente a nord dal palazzo, è stata trapiantata; il parco Ostankino, vero e proprio è stato ridotto a solo un chilometro quadrato, quando i terreni più a nord divennero l'orto botanico di Stato.
Durante tutto il periodo sovietico la sala principale del teatro venne trasformata in un unico spazio come sala da ballo. Le partizioni che separano palcoscenico, fossa per l'orchestra e sala per gli spettatori sono state re-introdotte durante le ristrutturazioni controverse degli anni 2000, in modo che il teatro può ancora una volta essere utilizzato nella sua funzione originale.

## Controversie di attribuzione
Nikolaj Petrovič Šeremetev gestì la costruzione in prima persona, incaricando architetti a volontà; oltre all'opera architettonica originale, riutilizzò bozze di architetti di San Pietroburgo. Studi accademici contemporanei concordano sul fatto che, mentre alcune parti e particolari del palazzo possono essere attribuite ad architetti specifici (con diverso grado di probabilità), il palazzo nel suo complesso - ma anche la sua struttura di base - non ha un solo autore a parte Nikolaj Petrovič Šeremetev.
Di tutti gli architetti coinvolti nel progetto, l'impronta di Ivan Starov è la meno controversa; le finestre palladiane dello Starov, senza colonne, erano uniche nel periodo, e i suoi lavori per Nikolaj Petrovič Šeremetev a San Pietroburgo e Mosca sono accuratamente documentati e studiati. I moderni studi attribuiscono anche specifici interni del palazzo a Vincenzo Brenna. La forma della facciata meridionale è di solito attribuita a Francesco Camporesi.
Il ruolo di Pyotr Argunov come direttore dei lavori di lunga data è indiscusso, ma il suo contributo creativo rimane attualmente irrisolto. Karl Blank, che morì nel 1793, fu consultato da Nikolaj Petrovič Šeremetev all'inizio del progetto; le fasi successive di costruzione (1794-1798) sono state influenzate da Giacomo Quarenghi. Elizvoy Nazarov venne consultato da Nikolaj Petrovič Šeremetev durante tutto l'arco del progetto.
Igor Grabar attribuì il progetto del palazzo a Vasily Bazhenov; questo punto di vista viene scartato da studi moderni come privo di fondamento.

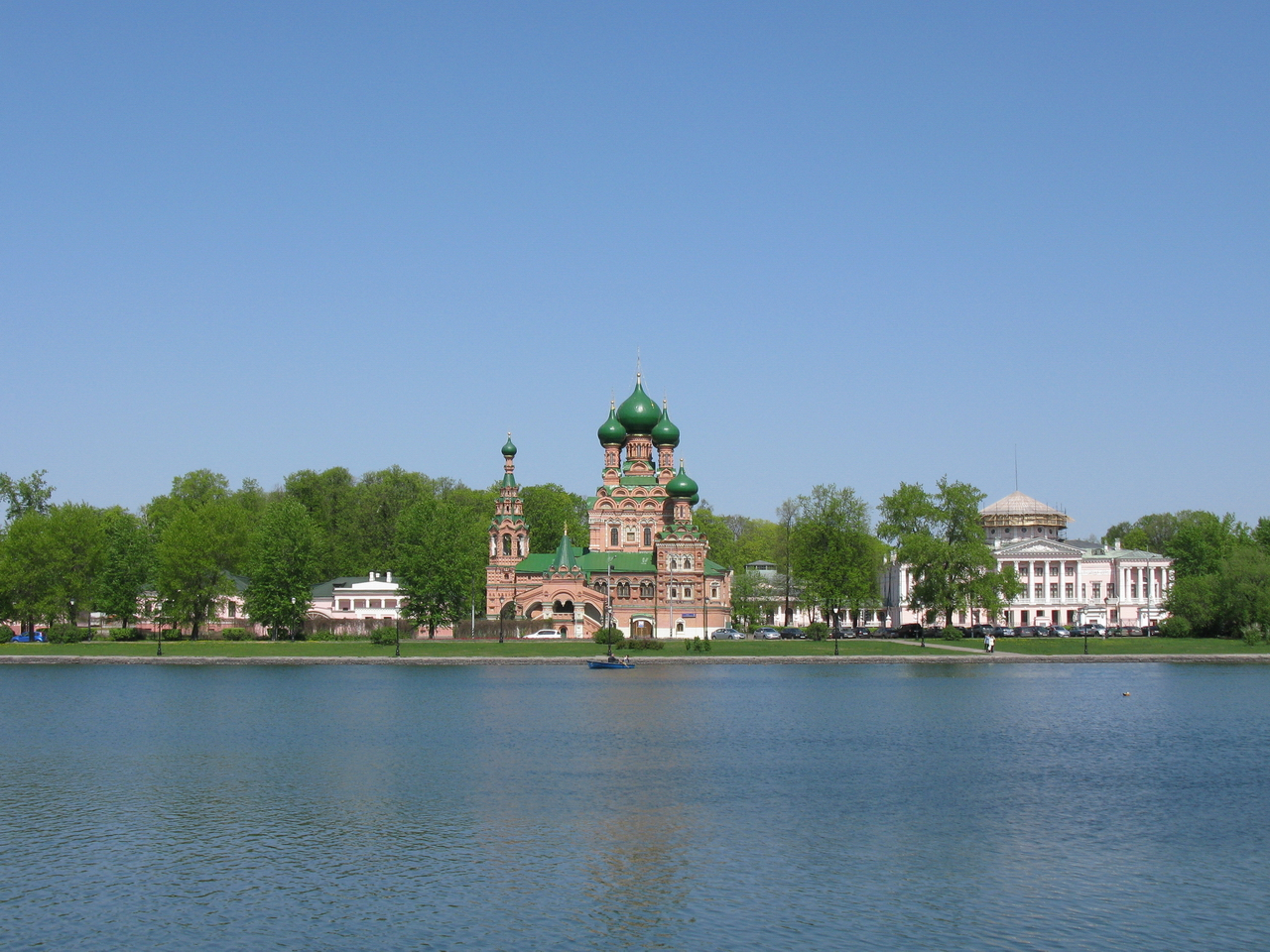
Vista attraverso il lago
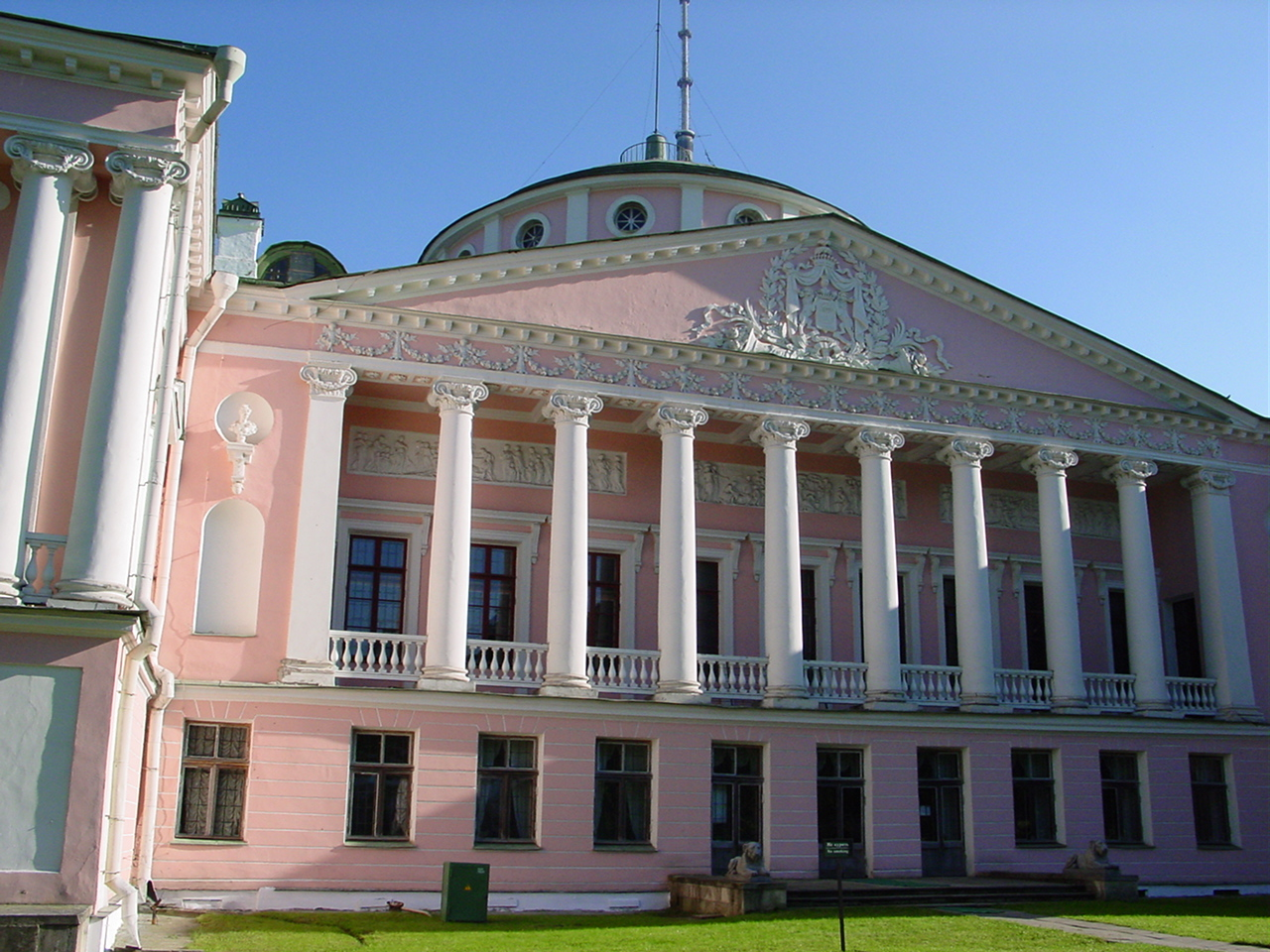
Sul frontone esiste ancora lo stemma Šeremetev
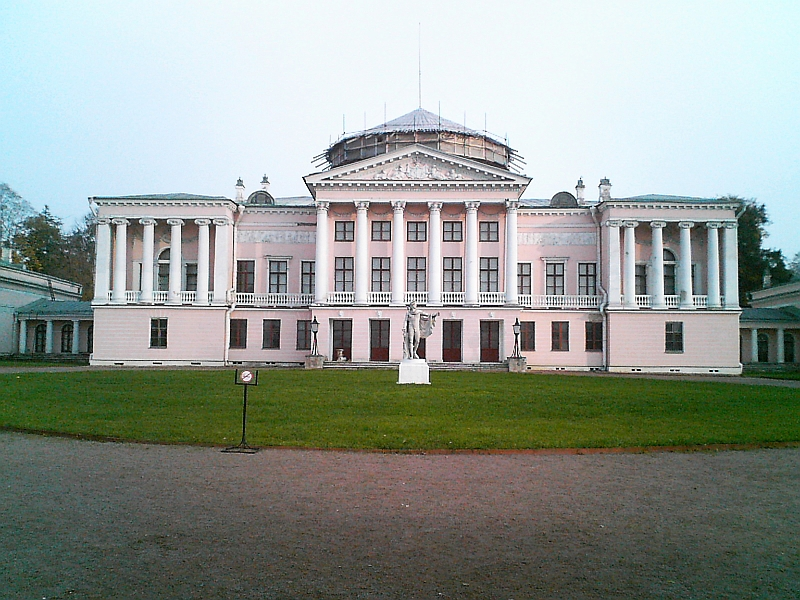
Una statua di Apollo di fronte al palazzo
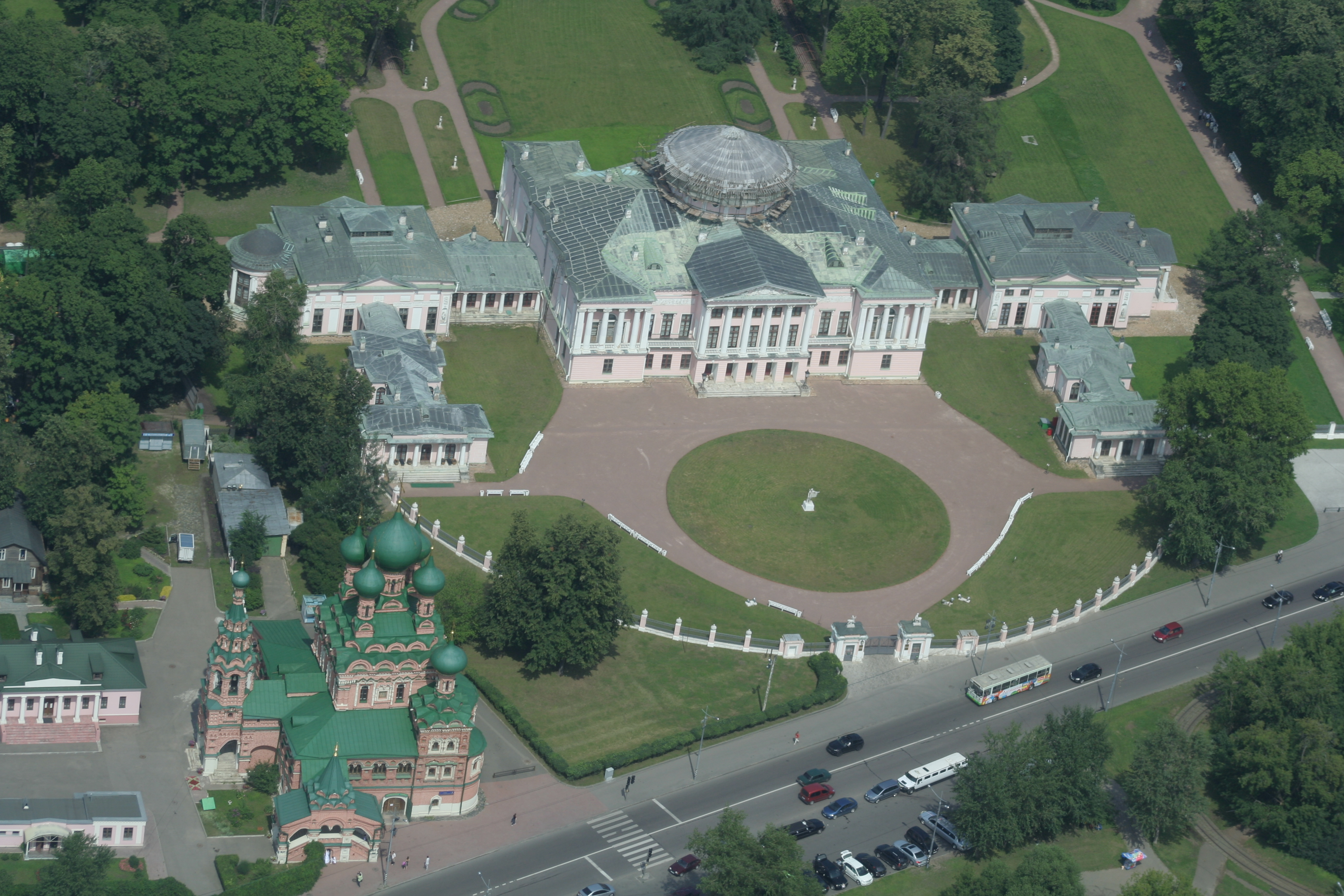
Il palazzo visto dalla torre di Ostankino